# Río Tordino
El río Tordino es un río costero de la vertiente del mar Adriático de Italia que discurre por la provincia de Teramo, región de los Abruzos. En tiempo de los romanos se llamaba Batinus.
La fuente del Tordino se encuentra entre el Monte Gorzano y Pelone. Después de un recorrido de 58 kilómetros, desemboca en el mar Adriático, entre Giulianova y Cologna Spiaggia. El río inicialmente fluye en un torrente al este a través del Parque nacional Gran Sasso, luego se dirige hacia el norte alrededor del monte Bilanciere antes de desembocar finalmente en dirección sureste.
Cerca de su fuente, el Tordino forma las cascadas de Fiumata y, un poco más allá, las cascadas de Tordino. Luego pasa a través de Padula y Caiano, frazioni del municipio de Cortino. Molinos hidráulicos y prensas de aceite se encuentran en las mayores alturas. La ciudad de Teramo se encuentra en la conjunción donde el Tordino se encuentra con el río Vezzola. La desembocadura de los ríos está en la ciudad de Giulianova. La cuenca del río Tordino se extiende por una superficie de aproximadamente 453 kilómetros cuadrados.
Los afluentes por la izquierda del Tordino incluyen el Cavata (que tiene tres terrazas y sus cascadas asociadas cerca del nacimiento del Tordino), el Rivettino, el Castiglione, el Rivoletto, el Río Verde, una gran zanja conocida como "El Inferno," la corriente de 9 kilómetros llamada Fiumicino y el río Vezzola. Una gran porción de agua del Vezzola (que empieza cerca de la ciudad de Rocca Santa Maria, tiene una longitud de 19 km y pasa a través de la comunidad de Torricella Sicura) se usa por el ENEL (Ente Nazionale per l'Energia Elettrica) para producir electricidad.
Afluentes por la derecho son el Movese y Elce. También se encuentra en un lado una corriente conocida como el Fiumicello, esto forma parte de la cuenca de las laderas del monte Bilanciere.